# Riesdorf (Möckern)

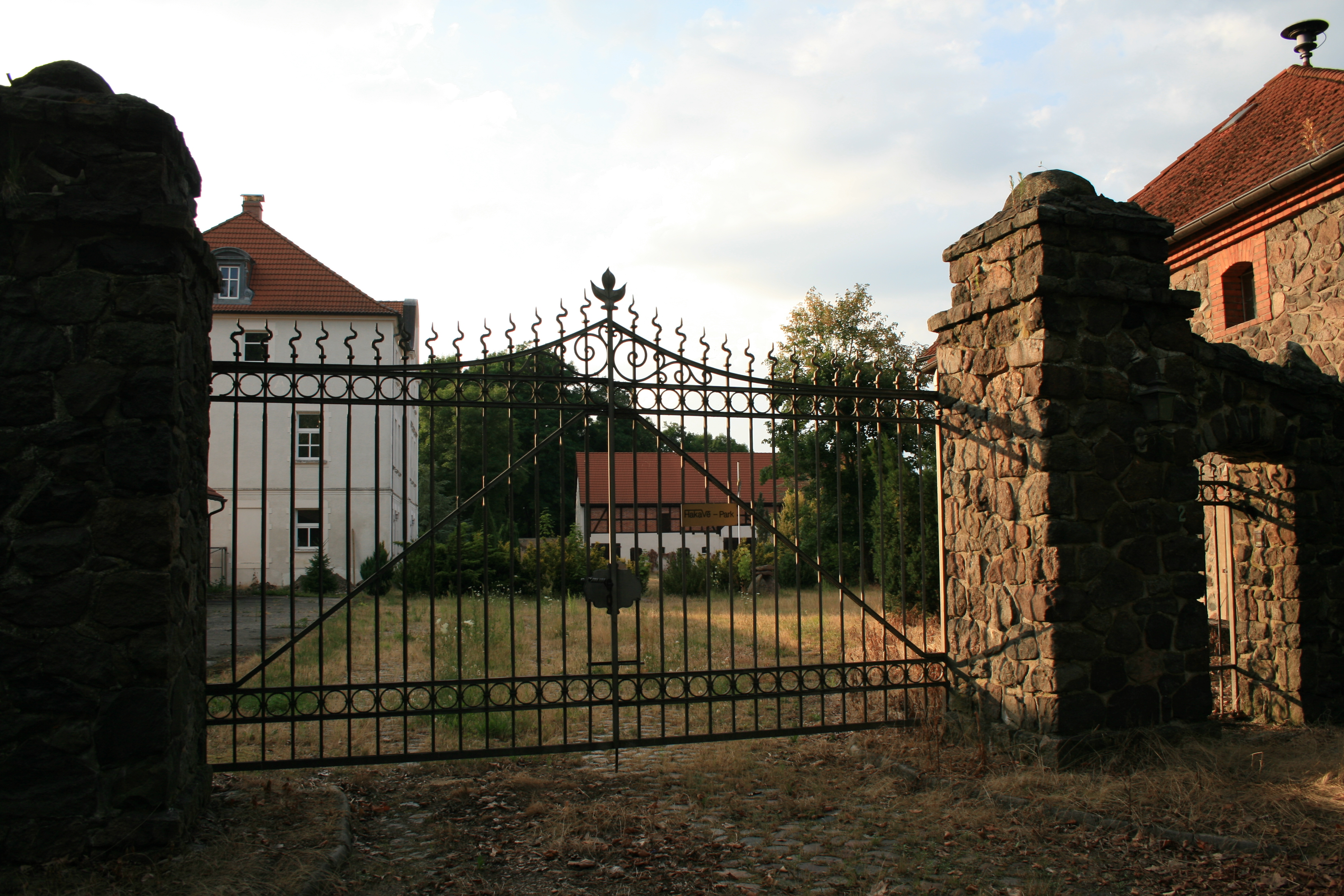
Einfahrt zum ehemaligen Rittergut Riesdorf

Riesdorf ist ein Ortsteil von Möckern im Landkreis Jerichower Land in Sachsen-Anhalt.

## Geografie
Das Dorf liegt zwei Kilometer südwestlich von Lübars im sehr waldreichen und 25.063 Hektar großen Landschaftsschutzgebiet Möckern-Magdeburgerforth. Die Gemarkung des Ortes gehört zur westlichen Fläminghochfläche, einer Heide- bzw. magerrasenreichen Waldlandschaft des norddeutschen Tieflandes. Das Gelände erreicht hier Höhen von um die 80 Meter.
Die westlich und östlich der Ortschaft vorhandenen Bäche und Gräben fließen dem am nördlichen Ortsrand gelegenen Flüsschen Ihle zu. Dieser Nebenfluss der Elbe entspringt nur etwa drei Kilometer nordöstlich von hier.

## Geschichte
Erste urkundliche Nachweise zum Ort finden sich 1368–1381 in den ältesten Lehnbüchern der Magdeburgischen Erzbischöfe unter villa Richerstorp. Aus dem Jahre 1375, dann unter der Bezeichnung Riecherstorp und 1450 als Wüstung Rigestorp und Riechersdorf finden sich weitere Belege. Wenn auch das Dorf um 1450 herum eingegangen ist und als Wüstung bezeichnet werden musste, so existierte die bereits damals vorhandene Mühle weiter.
1568 hat Hanss v. Barbi das Dorf mit der alten noch bestehenden Mühle zu Lehen. Dieses Lehen wird am 1. Dezember 1646 erneuert.
1781 gehörte das Rittergut einem gewissen Burchardt, welcher die Mühle von Riesdorf, einschließlich der dazugehörigen Wohn- und Wirtschaftsgebäude, sowie deren Äcker und Wiesen, im gleichen Jahr den Brüdern Ahlemann aus Loburg verkaufte.
Im Jahre 1782 lebten in dem kleinen Dorf insgesamt 65, im Jahre 1818 dann nur 44 und im Jahre 1842 wiederum 68 ausschließlich evangelische Einwohner. Allesamt waren nach Klein Lübars eingepfarrt und eingeschult, da hier die entsprechenden Einrichtungen fehlten. Das landtagsfähige Rittergut gehörte 1842 einem Herrn Müller, dem auch die örtliche Gerichtsbarkeit zustand.
Zum Rittergut gehörten zu dieser Zeit neben einer Branntweinbrennerei, eine Wassermahl- und Ölmühle, ein Krug und acht Wohnhäuser. Die eigenen Ländereien des Gutes umfassten 540 Morgen Acker, 42 Morgen Wiese, 16 Morgen Garten und 50 Morgen Holzungen, also Waldgebiete.
Der reguläre Betrieb in der mittlerweile sehr alten Mühle wurde 1905 eingestellt und das Gebäude 1919 vom neuen Besitzer vollständig abgebrochen.
Die Zusammenlegung der Ortschaft mit dem nördlich angrenzenden Klein Lübars zu einer selbständigen Gemeinde Klein Lübars-Riesdorf, fand am 1. Juli 1950, durch Zusammenschluss mit Groß Lübars und Glienicke, sein Ende. Bis zur Umgliederung am 1. Juli 2002 war das Dorf ein Ortsteil der Gemeinde Lübars, heute ebenfalls ein Ortsteil der Stadt Möckern.

## Söhne und Töchter des Ortes
- Otto Schumann (1903–1947), Politiker und Landtagsabgeordneter